# Bentharca
Bentharca ist eine Muschel-Gattung aus der Familie der Archenmuscheln (Arcidae).

## Merkmale
Die gleichklappigen bis leicht ungleichklappigen Gehäuse sind im Umriss annähernd länglich-rhombisch bis annähernd keilförmig. Die rechte Klappe kann auch etwas kleiner als die linke Klappe sein. Die maximale Länge beträgt 10 Millimeter. Sie sind deutlich länger als hoch und vergleichsweise abgeflacht, d. h. haben eine geringe Dicke, wenn man die geschlossenen Klappen von oben betrachtet. Der hintere Gehäuseteil ist stark verlängert, der Wirbel befindet sich immer deutlich näher am Vorderende, meist sogar im vorderen Viertel. Die Wirbel sind klein und wenig hervortretend. Der Dorsalrand ist lang und geht jeweils winklig in Vorderrand und Hinterrand über; der Übergang am Vorderende ist stärker gewinkelt. Dadurch, dass das Vorderende sehr flach zum Ventralrand abfällt, ist das Gehäuse hinten deutlich höher als in der vorderen Teil. Im vorderen Ventralrand ist eine deutliche Einbuchtung für den Byssus vorhanden; die beiden Klappen klaffen hier auch bei geschlossenem Gehäuse. Es ist kein vom Wirbel ausgehender und bis zum Winkel zwischen Hinter- und Ventralrand reichender Rücken im hinteren Gehäuseteil vorhanden. Ein zunächst am Wirbel ansetzender Rücken kann vorhanden sein; er verflacht sich rasch und ist schon vor der Hälfte der Strecke zum Hinterrand nicht mehr wahrnehmbar. Das Dorsalfeld ist eng und flach. Der innere Gehäuserand ist glatt.
Das Schloss ist taxodont, der Schlossrand lang und gerade. Das Ligament erstreckt sich über den hinteren Dorsalrand, seltener reicht es auch zwischen die Wirbel. Die Zähnchen des Schlosses sind sehr klein und sitzen in zwei Gruppen auf der schmalen Schlossplatte getrennt von einem zahnfreien Teil der Schlossplatte. In der vorderen Gruppe stehen die Zähnchen schräg zur Schlossplatte (obere Enden nach außen gekippt), hinten stehen sie annähernd parallel zum Dorsalrand.
Die Schale ist dünn, aber nicht durchscheinend. Die Ornamentierung besteht aus konzentrischen, weit auseinander stehenden niedrigen Rippen, die durch radiale Reihen von Borsten unterbrochen werden. Das Periostracum ist auf dem hinteren Gehäusefeld zu dunkelbraunen Borsten ausgezogen.
Es sind zwei ungleich große Schließmuskeln vorhanden; der vordere Schließmuskel ist dabei kleiner als der hintere Schließmuskel. Die Ansätze der Muskeln sind aber nur undeutlich.

### Ähnliche Gattungen
Die Gattung Bentharca ähnelt stark der Gattung Bathyarca; Bentharca wurde deshalb auch schon als Untergattung von Bathyarca aufgefasst. Das Gehäuse der Bentharca-Arten ist stärker nach hinten verlängert als bei Bathyarca; es ist eher rhombisch und gerundet-eckig. Bathyarca hat zwar auch eine ähnliche Gehäuseform, jedoch ist das Gehäuse besser gerundet. Bei Bathyarca ist kein vom Wirbel ausgehender Rücken (Carina) vorhanden, auch nicht angedeutet. Bei Bentharca ist das Gehäuse gewöhnlich deutlich stärker sehr fein radial berippt. Auf der Schlossplatte stehen die hinteren Zähnchen stark schräg bis meist annähernd parallel zum Schlossrand.

## Geographische Verbreitung und Lebensraum
Die Arten der Gattung Bentharca sind im Atlantischen, Indischen und Pazifischen Ozean nachgewiesen. Die wenigen Arten leben im tieferen Wasser (ab ca. 400 Meter Wassertiefe) bis in über 4000 Meter Wassertiefe. Sie leben dort mit Byssusfäden angeheftet an Hartsubstrat.

## Taxonomie
Die erste Beschreibung des Taxon erfolgte 1898 durch Addison Emery Verrill und Katherine Bush. Typusart ist Macrodon asperula Dall, 1881. Das World Register of Marine Species weist der Gattung vier Arten zu:
- Bentharca Verrill & Bush, 1898
  - Bentharca asperula (Dall, 1881)
  - Bentharca avellanaria (Melvill & Standen, 1907)[3]
  - Bentharca hawaiensis Dall, Bartsch & Rehder, 1938
  - †Bentharca waitakarensis Eagle, 2000[4] (Altonian, entspricht etwa Burdigalium, Miozän)[Anmerkung 1]

Bentharca wurde in der Vergangenheit von manchen Autoren als Untergattung von Bathyarca aufgefasst (Kilias).

## Belege

## Anmerkung
1. ↑  Diese Art gehört aufgrund der Ornamentierung zur Gattung Asperarca. Eagle (2000) behandelte Asperarca als Synonym von Bentharca, d. h. trennte nicht zwischen Arten der Gattung Asperarca und Bentharca.